# Radar (fumetto)
Radar è un personaggio immaginario protagonista di una omonima serie a fumetti pubblicata negli anni sessanta in Italia da Angelo Fasani e realizzata da Tristano Torelli e Franco Donatelli; è uno dei primi supereroi italiani e venne pubblicato anche in Inghilterra con il nome di Wonderman. Esiste un altro omonimo personaggio ideato dal disegnatore messicano Alberto Carreño negli anni quaranta e pubblicato anche in Italia. Il personaggio comparve inizialmente in una serie di storie pubblicate sulla testata Il Nuovo Sceriffo presenta RADAR, evoluzione di quella del Piccolo Sceriffo; la serie si interruppe nel 1963 ma la collana continuò cambiando la testata in Radar senza però nuove storie del personaggio ma con altre serie a fumetti di altri personaggi. Fu uno dei principali successi dell'editore. Negli anni settanta venne ristampato varie volte.